# Michel van de Korput
Michel van de Korput (Wagenberg, 1956. szeptember 18. –) válogatott holland labdarúgó, hátvéd.

## Pályafutása

### Klubcsapatban
1974 és 1980 között a Feyenoord labdarúgója volt, ahol egy bajnoki címet és két holland kupa győzelmet ért el a csapattal. 1980-ban az olasz Torino FC játékosa lett. Három idény után visszatért a Feyenoordhoz, ahol újabb két idényen át szerepelt. 1985 és 1987 között a nyugatnémet 1. FC Köln együttesében szerepelt. Tagja volt az 1985–86-os UEFA-kupa döntős csapatnak. 1987-ben Belgiumba szerződött. Először a Germinal Ekeren labdarúgója volt két szezonon át, majd a Cappellen csapatában játszott egy idényen át. 1990-ben fejezte be az aktív labdarúgást.

### A válogatottban
1979 és 1985 között 23 alkalommal szerepelt a holland válogatottban. Tagja volt az 1980-as olaszországi Európa-bajnokságon részt vevő csapatnak.

## Sikerei, díjai
Feyenoord
- Holland bajnokság (Eredivisie)
  - bajnok: 1983–84
- Holland kupa (KNVB)
  - győztes: 1980, 1984

 1. FC Köln
- UEFA-kupa
  - döntős: 1985–86

## Statisztika

### Mérkőzései a holland válogatottban
| Hollandia | Hollandia            | Hollandia                                 | Hollandia     | Hollandia | Hollandia     | Hollandia     | Hollandia | Hollandia |
| #         | Dátum                | Helyszín                                  | Hazai         | Eredmény  | Vendég        | Kiírás        | Gólok     | Esemény   |
| --------- | -------------------- | ----------------------------------------- | ------------- | --------- | ------------- | ------------- | --------- | --------- |
| 1.        | 1979. szeptember 26. | Rotterdam, Feijenoord Stadion             | Hollandia     | 1 – 0     | Belgium       | barátságos    | -         | 46'       |
| 2.        | 1979. november 21.   | Lipcse, Zentralstadion                    | NDK           | 2 – 3     | Hollandia     | Eb-selejtező  | -         |           |
| 3.        | 1980. január 23.     | Vigo, Estadio de Balaídos                 | Spanyolország | 1 – 0     | Hollandia     | barátságos    | -         |           |
| 4.        | 1980. június 11.     | Nápoly, Stadio San Paolo (ITA)            | Görögország   | 0 – 1     | Hollandia     | Eb-csoportkör | -         |           |
| 5.        | 1980. június 14.     | Nápoly, Stadio San Paolo (ITA)            | NSZK          | 3 – 2     | Hollandia     | Eb-csoportkör | -         |           |
| 6.        | 1980. június 17.     | Milánó, Giuseppe Meazza Stadion (ITA)     | Csehszlovákia | 1 – 1     | Hollandia     | Eb-csoportkör | -         |           |
| 7.        | 1980. szeptember 10. | Dublin, Lansdowne Road                    | Írország      | 2 – 1     | Hollandia     | vb-selejtező  | -         | 46'       |
| 8.        | 1980. november 19.   | Brüsszel, Heysel Stadion                  | Belgium       | 1 – 0     | Hollandia     | vb-selejtező  | -         |           |
| 9.        | 1981. szeptember 9.  | Rotterdam, Feijenoord Stadion             | Hollandia     | 2 – 2     | Írország      | vb-selejtező  | -         |           |
| 10.       | 1981. október 14.    | Rotterdam, Feijenoord Stadion             | Hollandia     | 3 – 0     | Belgium       | vb-selejtező  | -         |           |
| 11.       | 1981. november 18.   | Párizs, Parc des Princes                  | Franciaország | 2 – 0     | Hollandia     | vb-selejtező  | -         | 72'       |
| 12.       | 1982. március 23.    | Glasgow, Hampden Park                     | Skócia        | 2 – 1     | Hollandia     | barátságos    | -         |           |
| 13.       | 1982. április 14.    | Eindhoven, Philips Sportpark              | Hollandia     | 1 – 0     | Görögország   | barátságos    | -         |           |
| 14.       | 1982. május 25.      | London, Wembley Stadion                   | Anglia        | 2 – 0     | Hollandia     | barátságos    | -         |           |
| 15.       | 1982. szeptember 1.  | Reykjavík, Laugardalsvöllur               | Izland        | 1 – 1     | Hollandia     | Eb-selejtező  | -         |           |
| 16.       | 1982. szeptember 22. | Rotterdam, Feijenoord Stadion             | Hollandia     | 2 – 1     | Írország      | Eb-selejtező  | -         |           |
| 17.       | 1982. november 10.   | Rotterdam, Feijenoord Stadion             | Hollandia     | 1 – 2     | Franciaország | barátságos    | -         |           |
| 18.       | 1982. december 19.   | Aachen, Tivoli Stadion (FRG)              | Málta         | 0 – 6     | Hollandia     | Eb-selejtező  | -         |           |
| 19.       | 1983. február 16.    | Sevilla, Ramón Sánchez Pizjuan Stadion    | Spanyolország | 1 – 0     | Hollandia     | Eb-selejtező  | -         |           |
| 20.       | 1985. május 1.       | Rotterdam, Feijenoord Stadion             | Hollandia     | 1 – 1     | Ausztria      | vb-selejtező  | -         |           |
| 21.       | 1985. május 14.      | Budapest, Népstadion                      | Magyarország  | 0 – 1     | Hollandia     | vb-selejtező  | -         |           |
| 22.       | 1985. október 16.    | Anderlecht, Constant Vanden Stock Stadion | Belgium       | 1 – 0     | Hollandia     | vb-selejtező  | -         |           |
| 23.       | 1985. november 20.   | Rotterdam, Feijenoord Stadion             | Hollandia     | 2 – 1     | Belgium       | vb-selejtező  | -         | 46'       |
|           | Összesen             |                                           |               | 23        | mérkőzés      |               | 0         | gól       |